# Domaljevac
Domaljevac (en cyrillique : Домаљевац) est une localité de Bosnie-Herzégovine. Il est situé dans la municipalité de Domaljevac-Šamac, dans le canton de la Posavina et dans la fédération de Bosnie-et-Herzégovine. Selon les premiers résultats du recensement bosnien de 2013, il compte 3 691 habitants.
Domaljevac est le centre administratif de la municipalité de Domaljevac-Šamac. Avant la guerre de Bosnie-Herzégovine, la localité faisait partie de la municipalité de Bosanski Šamac, aujourd'hui Šamac en république serbe de Bosnie ; à la suite des accords de Dayton (1995), elle a été rattachée à la municipalité de Domaljevac-Šamac nouvellement créée et intégrée à la fédération de Bosnie-et-Herzégovine.

## Démographie

### Évolution historique de la population
| 1948 | 1953 | 1961  | 1971  | 1981  | 1991  | 2013  |
| ---- | ---- | ----- | ----- | ----- | ----- | ----- |
| -    | -    | 3 237 | 3 699 | 4 009 | 4 152 | 3 691 |

|  |